# Dominic Saleh-Zaki
Dominic Saleh-Zaki (Geldern, 1982. május 24. –) német színész és énekes, egyiptomi gyökerekkel.
Kempenben nőtt fel az Alsó-Rajnánál. A 112 – Életmentők című sorozatban szerepel, ahol egy rendőrt alakít (Florian Carstenst), aki apjávál dolgozik együtt. A színészet mellett Dominic az éneklést is kipróbálta. 2004-ben jelent meg első szólóalbuma, mindemellett otthonosan mozog a rap, hiphop és az R&B világában is. Hobbi szinten táncol és sportol is. Kedveli az amerikai focit és a boxot.

## Film- és tévészerepei
- 2004: Lindenstraße, tévésorozat
- 2005: Aus der Sicht eines Freundes, rövidfilm
- 2007: 112 – Zwischen Leben und Tod, pilotfilm
- 2008: 112 – Életmentők (112 - Sie retten dein Leben), tévésorozat
- 2011: Cobra 11, tévésorozat
- 2001–2015: Verbotene Liebe, tévésorozat
- 2018: SOKO Köln, tévésorozat
- 2021: Gender Crisis